# Nguyễn Thị Anh
Nguyễn Thị Anh, född 1422, död 1459, var en vietnamesisk drottning, gift med kung Le Thai Tong. Hon var Vietnams regent från 1442 till 1453 som förmyndare för sin son, kung Le Nhan Tong, och de facto härskare från 1451 till sin död.

## Biografi
Nguyễn Thị Anh kom från en adlig familj, möjligen från samma familj som rådgivaren till kung Le Loi, och blev en av kung Le Thai Tongs hustrur och så småningom hans favorithustru.

### Regent
När maken avled 1442 blev hennes ett år gamle son kung: han valdes därför att hans mor var adlig, trots att den avlidne kungen hade en äldre son, Nghi Dân, med en icke adlig kvinna. På grund av hans ålder fick han en förmyndarregering, och av traditionella skäl blev hon utsedd till dess formella ordförande och regent. I verkligheten var det dock kungens farfars rådgivare, Trinh Kha, som fungerade som regent. Samarbetet mellan henne och Trinh Kha utvecklade sig till slut till en konflikt, och 1451 lät hon avsätta honom och döma honom och hans äldste son till döden - avrättningarna verkställdes dock inte och de blev senare benådade. Nguyễn Thị Anh regerade sedan ensam.
Nguyễn Thị Anh lät myndigförklara sin son när han fyllde tolv år två år senare och avslutade därmed formellt sin mandatperiod som regent, men fortsatte i praktiken att regera ensam. Hennes regeringstid har av senare krönikörer beskrivits som en tid av kaos, eftersom det enligt konfuciansk ideologi var onaturligt med en kvinna som härskare: i verkligheten var dock hennes regering lugn och händelselös.

### Senare liv
Nguyễn Thị Anhs mandat som regent upphörde till namnet när hennes son blev myndig år 1453. I praktiken fortsatte hon dock att regera, nu informellt snarare än öppet. 
I oktober 1459 störtades hennes son i en kupp ledd av makens äldre son Nghi Dân, som bröt sig in i palatset en natt med hjälp av 100 soldater och mördade kungen. Nguyễn Thị Anh begick självmord dagen därpå för att undgå att bli tillfångatagen och mördad. Hon ska ha förmått en lojal tjänare att döda henne.